# Predawn
Predawn（プリドーン）は、1986年新潟県生まれの女性シンガーソングライター、清水 美和子（しみず みわこ）によるソロプロジェクト。夫は元andymoriの小山田壮平 。

## 概要
プロジェクト名の“Predawn（プリドーン=夜明け前）”は小川未明の童話集から引用。
UKロック、オルタナティブ・ロック、ルーツ・ミュージックを独自に昇華した音楽性で知られる。Rayons、andymori、QUATTRO、Eccy、Marble Sounds（ベルギー）、Turntable Films、菅野よう子、TOWA TEI、大野雄二など、錚々たるアーティストの楽曲へのゲストボーカル参加、木村カエラとのコラボレーション、映像への楽曲書き下ろしなど、多角的に活動している。

## 来歴
1986年、新潟県生まれ。東京都郊外で育ち、中学で東京都中学校音楽創作コンクール優良賞を2年連続で受賞、高校・大学でバンド活動を経験。進学した信州大学では哲学を学んだ。なお、東京都立大泉高等学校在学時の同級生にフリーアナウンサーの宇賀なつみ（テレビ朝日元アナウンサー）がいる。
2008年からPredawn名義でソロ活動を開始。同年、完全自主制作盤として「10minutes with Predawn」をライブ会場と一部店舗で販売し、1年半で約2000枚を完売させる。
2010年6月、作詞・作曲・演奏・歌唱・録音をすべて一人で行った1stミニアルバム「手のなかの鳥」をリリース。その後、FUJI ROCK FESTIVAL、SUMMER SONIC、RISING SUN ROCK FESTIVAL、ap bankなど数々の大型フェスやライブ活動を重ねる。
2013年3月、1stフルアルバム『A Golden Wheel』をリリース。発売初週にオリコンインディーズチャートで1位となる。同年11月に放送された日本テレビ系アニメ『ルパン三世 princess of the breeze 〜隠された空中都市〜』ではエンディングテーマを担当。
2016年9月、2ndフルアルバム『Absence』をリリース。

## ディスコグラフィ

### アルバム
- 手のなかの鳥（2010/6/2、アールディーレコーズ）
- A Golden Wheel（2013/3/27、Pokhara Records / HIP LAND MUSIC）
- Absence（2016/9/21、Pokhara Records / HIP LAND MUSIC）
- Calyx EP（2019/1/16、Pokhara Records）
- The Gaze（2022/4/13、Pokhara Records）

### 映像
- 2014.11.06 "Nectarian Night #01" at 品川教会グローリア・チャペル（015/04/22、Pokhara Records / HIP LAND MUSIC）

## タイアップ
| 曲名                                | タイアップ                                                                                           |
| ----------------------------------- | --- |
| lulu                                | 映画『ペタル ダンス』挿入歌（歌唱参加）                                                              |
| Treasures of Time 〜feat. Predawn〜 | テレビアニメ『ルパン三世 princess of the breeze 〜隠された空中都市〜』エンディングテーマ（歌唱参加） |
| Deadwood                            | TOYOTA T-Connect テレビCM「クルマとワタシ」篇 CMソング                                               |
| Keep Silence                        | 短編映画『あるいは、とても小さな戦争の音』主題歌                                                     |